# Mausoleo di Artigas
Il mausoleo del Generale José Gervasio Artigas (in spagnolo: Mausoleo al General José Gervasio Artigas) è un monumento funebre situato in plaza Independencia, nel centro di Montevideo, capitale dell'Uruguay. Il monumento è custodito da una guardia d'onore dei Blandengues di Montevideo.

## Storia
La costruzione del mausoleo dell'eroe nazionale uruguaiano fu deliberata con il Decreto-legge N° 14.276 del 27 settembre 1974, durante il periodo della dittatura militare. Prima d'allora i resti del generale riposavano nel Pantheon Nazionale del Cimitero Centrale di Montevideo e, dal 1972, erano stati risistemati nella caserma dei Blandengues. Progettato dagli architetti Lucas Ríos Demalde e Alejandro Morón, fu costruito in granito. È costituito da una sola grande cripta, al centro della quale è posta l'urna funebre del generale. Sopra il mausoleo si staglia il monumento equestre di Artigas realizzato dallo scultore italiano Angelo Zanelli ed inaugurato nel 1923. Il 19 giugno 1977 il presidente de facto Aparicio Méndez inaugurò l'opera.
Nel 2001 fu autorizzata la realizzazione all'interno del mausoleo di una serie di iscrizioni riportanti le citazioni più importanti di Artigas. Nel 2011 il monumento fu sottoposto a restauro e i resti del generale trasferiti temporaneamente nella caserma dei Blandengues.